# Paul Kaba Thieba
Paul Kaba Thieba (28 luglio 1960) è un economista e politico burkinabè, Primo ministro del Burkina Faso dal 6 gennaio 2016 al 19 gennaio 2019. 
Prima di essere nominato per il suddetto incarico dal presidente Roch Marc Christian Kaboré, ha lavorato presso la Banca centrale degli Stati dell'Africa Occidentale (BCEAO) e l'Unione economica e monetaria ovest-africana (UEMOA).

## Biografia
Paul Kaba Thieba è nato nel luglio 1960 a Bobo-Dioulasso, nell'Alto Volta. Thieba ottenne una serie BAC C dal Lycée Philippe Zinda Kaboré di Ouagadougou nel giugno 1979, ha ottenuto un BBA nel giugno 1982 e un anno dopo un MBA presso l'Università di Ouagadougou. Ha conseguito un Diploma di Studi Avanzati (DEA) nel giugno 1984 e un dottorato nel dicembre 1987 presso l'Università Pierre Mendès-France.  Nel dicembre 1988, si è laureato con un Diploma di Istruzione Superiore Specializzata (DESS) in Banking and Finance presso l'Università Descartes di Parigi.

### Nella Banca centrale
Nel settembre 1998 è stato nominato capo del servizio di cambio della Banca centrale degli Stati dell'Africa occidentale (BCEAO) e ha prestato servizio fino al luglio 2000. Tra il luglio 2000 e il dicembre 2006 è stato vicedirettore delle operazioni finanziarie.  Nel gennaio 2007 ha ottenuto la carica di direttore delle operazioni finanziarie, che ha ricoperto fino al dicembre 2008.  Tra gennaio 2009 e dicembre 2011 è stato consigliere del direttore del Dipartimento Affari Generali e da gennaio 2012 consigliere del Chief Operating Officer.
Tra il febbraio 2014 e la sua nomina a capo del governo nel gennaio 2016, è stato amministratore delegato del Fondo di stabilità finanziaria dell'Unione monetaria dell'Africa occidentale.

### Primo Ministro
Thieba è stato nominato primo ministro dal presidente Roch Marc Christian Kaboré il 6 gennaio 2016, poco dopo l'insediamento di Kaboré. [

Ha affrontato la sua prima prova come primo ministro quando i militanti di Al Qaeda nel Maghreb islamico hanno attaccato l'Hotel Splendid a Ouagadougou il 15 gennaio 2016. Le forze di sicurezza hanno preso d'assalto l'hotel. Oltre 30 persone sono state liberate e più di 20 persone sono morte.
In un rimpasto di gabinetto il 20 febbraio 2017, le dimensioni del governo di Thieba sono state leggermente ampliate, da 29 a 32 ministri. 
Il 19 gennaio 2019, Theiba e tutto il suo gabinetto si sono dimessi dall'incarico, una mossa che è stata annunciata in una dichiarazione televisiva del presidente Kaboré. Non è stato fornito alcun motivo delle dimissioni. 

## Vita privata
Thieba è cattolico romano.  Ha tre figli.